# The Girl from Tomorrow
Alana, A Garota do Futuro ('The Girl From Tomorrow') foi uma série televisiva dramatica infantil australiana, criada pela Film Australia. A série mostra Alana, uma garota do ano 3000. No início da série, ela é sequestrada por Silverthorn, um criminoso do ano 2500, e é trazida para o ano 1990.
No ano 1990, ela faz amizande com Jenny, que a ajuda a se adaptar a vida de uma era desconhecida para ela, e, posteriormente, a ajuda a voltar na sua época de origem.
A série teve uma sequência, The Girl from Tomorrow Part II: Tomorrow's End.
No Brasil, a série foi exibida pela TV Cultura.

## Enredo
Alana (Katharine Cullen), uma garota do ano 3000, é sequestrada por Silverthorn, um criminoso do ano 2500. Ela acaba ficando presa em 1990 após uma viagem mal sucedida no tempo. Acompanhada do seu computador PJ, ela conhece Jenny (Melissa Marshall) e Petey (James Findlay). Porém, confusa por estar em uma era tão primitiva para ela, ela foge de Petey, mas é encontrada por Jenny. Ela e Jenny começam a procurar uma cápsula do tempo, roubada por um criminoso do futuro. Enquanto procura a cápsula, ela tenta se adaptar à vida no ano 1990 e fugindo de Silverthorn, responsável pelo acidente com a cápsula do tempo e que pretende sequestrá-la. Como arma de defesa, ela usa uma espécie de tiara com poderes telecinéticos.
Alana ocasionalmente acaba indo para a cadeia, mas é liberada sob a custódia de Silverthorn. Ela é salva por Jenny e seus amigos, que também a ajudam a voltar para o ano 3000. Jenny vai com ela, e Silverthorn vai atrás.

## Sequência
A sequência da série se chama 'The Girl from Tomorrow Part II: Tomorrow's End'. Ao perceberem que seus experimentos causaram distúrbio nas linhas temporais, os cientistas do ano 3000 responsáveis pela cápsula do tempo decidem retornar Jenny e Silverthorn para suas eras e destruir a cápsula antes que elas possam fazer mais algum mal. No entanto, problemas no ano 2500, o ano de Silverthorn, fazem com que Alana e sua guardiã, Tulista, voltem para esse ano, uma era caótica. Elas precisam mudar o que causou O Grande Desastre na Austrália.
Após reparar os danos, enfrentando a corporação Globecorp e armas nucleares, ela enfim retorna em definitivo para o ano 3000.

## Produção
As duas séries eram tecnicamente despretensiosas, sem muitos gastos, apesar dos cenários do ano 3000 aparentemente indicarem o contrário. As histórias eram um tanto simplórias, sem grandes reviravoltas.

## Popularidade
A série fez sucesso na Austrália e na Inglaterra, mas passou praticamente despercebida no Brasil.